# Атасевер, Вильдан
Вильда́н Атасеве́р (тур. Vildan Atasever, род. 26 июля 1981 года, Бурса) — турецкая актриса кино и телевидения, курдского происхождения.

## Биография
Вильдан родилась 26 июля 1981 года в Бурсе; в курдской семье и она является пятым ребёнком в семье. Среднее образование Вильдан получила в Стамбуле. В 13 лет Вильдан стала членом группы «Победители театра».
В кино снимается с 2001 года. За роль в сериале «Две девушки» в 2005 году Вильдан получила награду «Золотой апельсин», а в 2006 году за роль Угур в сериале «Судьба» — приз международного кинофестиваля в Анкаре. В марте 2016 года Вильдан получила роль Хюмашах Султан, дочери Мурада III и Сафие Султан в сериале «Великолепный век: Кёсем Султан». В 2021 году получила роль Салихи Ханым - эфенди в сериале "Абдул - Хамид: Право на престол". Также снимается в рекламе.

## Личная жизнь
С 2001 по 2007 год Вильдан состояла в браке с Тайланом Кылынчем.
В 2010 году Вильдан повторно вышла замуж; избранником стал актёр Исмаил Хаджиоглу;
21 января 2015 года супруги развелись. 
28 апреля 2019 года Вильдан вышла замуж за Эркана Акдемира.

## Фильмография
| Год       |   | Русское название               | Оригинальное название  | Роль            |
| --------- | - | ------------------------------ | ---------------------- | --------------- |
| 2001      | с | Боль розы                      | Güz Gülleri            | Ёнжа            |
| 2003—2005 | с | Долина волков                  | Kurtlar Vadisi         | Назлы Бекироглу |
| 2004      | с | Две девушки                    | 2 Genç Kız             | Хандан          |
| 2004—2006 | с | Желание женщины                | Kadın İsterse          | Букет           |
| 2004      | с | Святые                         | Azize                  | Азизе Мюге      |
| 2006      | с | Судьба                         | Kader                  | Угур            |
| 2006—2007 | с | Лезвие ножа                    | Bıçak Sırtı            | Гюнеш           |
| 2007      | с | Раненное сердце                | Yaralı Yürek           | Беяз            |
| 2008      | с | Ночные звуки                   | Gece Sesleri           | Аслы Динер      |
| 2008      | ф | Османская республика           | Osmanlı Cumhuriyeti    | Асуде           |
| 2009—2010 | с | Опасная любовь                 | Samanyolu              | Зюлаль Сорал    |
| 2011      | с | Благодаря любви                | Başrolde Aşk           | Ойкю            |
| 2013      | ф | Мерьем                         | Meryem                 | Гелин           |
| 2014      | с | Сосланная корова               | Sürgün İnek            | Гюлай           |
| 2014      | ф | Ночь                           | Gece                   | Гюльджан        |
| 2015      | с | История Яз                     | Yaz'ın Öyküsü          | Умут            |
| 2016      | с | Великолепный век: Кёсем Султан | Muhteşem Yüzyıl: Kösem | Хюмашах-султан  |
| 2017      | с | Хакеры                         | Klavye Delikanlıları   | Сейран          |
| 2019      | с | Единое сердце                  | Tek yürek              | Илькнур         |
| 2019      | ф | Немой                          | Dilsiz                 | Сельма          |
| 2021      | с | Право на престол. Абдулхамит   | Paytaht Abdulhamid     | Салиха-султан   |